# Coming Undone
Coming Undone — песня ню-метал-группы Korn и второй сингл с их седьмого студийного альбома See You on the Other Side. Песня представляет собой эксперимент Korn с перкуссией в стиле песни Queen «We Will Rock You».
Сопровождающее песню музыкальное видео снял режиссёр Little X, впервые работая над видео для рок-группы. Korn выступают в пустыне на границе дня и ночи. Дневное небо разбивается на кусочки, открывая ночное. Затем задний фон разбивается на куски, открывая ровный белый фон. После этого музыканты Korn превращаются в подобие детской игрушки. В конце клипа Korn полностью исчезают.
Korn совместно с рэперами из Атланты Dem Franchize Boyz сделали мэшап, в котором смешали их недавние синглы «Coming Undone» и «Lean Wit It, Rock Wit It», получивший название «Coming Undone Wit It». Мэшап был записан с помощью Жермен Дюпри и Скотта Спока из The Matrix и впервые выпущен через AOL 28 апреля 2006. Видео на «Coming Undone Wit It» вышло на бонусном DVD к Chopped, Screwed, Live and Unglued.

## Список композиций

### UK release
- 7" VUS323

1. «Coming Undone (Dave Bascombe Radio Edit)»
2. «Eaten Up Inside»

- CD VUSCD323

1. «Coming Undone (Dave Bascombe Radio Edit)»
2. «Eaten Up Inside»

- DVD VUSDVD323

1. «Coming Undone (видео)»
2. «Twisted Transistor (видео)»
3. «Coming Undone (RVH Club Mix)»

## Дополнительные факты
- игрок команды Detroit Tigers Брэндон Инг выходит на поле под «Coming Undone»
- песня использовалась в рекламе сериала CBS "Криминальные мысли" (англ. Criminal Minds)